# Ana Gallay
Pour les articles homonymes, voir Gallay.
Ana Gallay, née le 16 janvier 1986 à Nogoyá, est une joueuse de beach-volley argentine.

## Palmarès
- Jeux panaméricains
  -  Médaille d'or en 2015 à Toronto avec Georgina Klug
  -  Médaille d'argent en 2019 à Lima avec Fernanda Pereyra